# Lăčezar Kotev
Lăčezar Hristov Kotev (in bulgaro Лъчезар Христов Котев?; Sofia, 5 gennaio 1998) è un calciatore bulgaro, centrocampista dell'Arda Kărdžali.

## Caratteristiche tecniche
È un centrocampista difensivo.

## Carriera

### Club
Cresciuto nel settore giovanile del Septemvri Sofia, ha esordito in prima squadra nel corso della stagione 2015-2016, quando ha disputato 21 incontri nella terza serie bulgara. L'anno seguente è stato acquistato dal Vitoša Bistrica con cui ha collezionato oltre 80 presenze fra prima e seconda divisione fra il 2016 ed il 2020, anno della cessione all'Arda Kărdžali.

### Nazionale
Tra il 2019 ed il 2020 ha totalizzato complessivamente 7 presenze e 2 reti con la nazionale bulgara Under-21.